# 8128 Nicomachus
8128 Nicomachus este o planetă minoră (asteroid), cu un diametru de 15,661 km, din centura de asteroizi. A fost descoperită pe 6 mai 1967 la Complejo Astronómico El Leoncito⁠(d) de Carlos Ulrrico Cesco⁠(d) și a fost numită după Nicomachus⁠(d). 
Obiectul prezintă o orbită caracterizată de o semiaxă mare de 3,129011 UAi, o excentricitate de 0,11, o înclinație de 4,12371 ° în raport cu ecliptica.